# Папа Калист I
Живот епископа Калиста био је веома буран, и ако је истина оно што каже традиција и приповедају легенде, Калист је био прави авантуриста. Био је Римљанин из дела града који се звао Трастевере. Зна се да је био роб господара Аурелија Карпофора, богатог хришћанина, који беше у добрим односима са царем Комодом. Легенда наводи да је сам Карпофор наговорио Калиста да се крсти и прихвати хришћанство. Дао је Калисту почетни капитал како би се овај осамосталио и започео сопствени посао. Али Калист је пошао другим путем, потрошио је поверени му новац и побегао из Рима укрцавши се на неки брод. Како је изгледа био рођени авантуриста, једном приликом нашао се у неприлици па се спасао тако што је скочио са брода у море. Доведен је у Рим код свог господара Карпофора али сада опет у својству роба.
На суду Карпофор поново ослобађа калиста од дугова и тужби и изнова му даје слободу. Овога пута Калист настоји да делује као лихвар али му посао не иде од руке.
Пао је поново у неприлику гонећи неког дужника све до синагоге. Како је у току био обред који је Калист прекинуо то је било довољно да га осуде на присилан рад у каменоломима на Сардинији. Захваљујући Марћији, жени цара Комода ослобођен је и поново је дошао у Рим. Како је епископ Виктор добро познавао Калиста он га шаље у Анцио где се овај запослио и показао ванредне резултате посебно као књиговођа и писар. Препорука је стигла и до папе Зафирина који је био одушевљен способностима и умећем младог писара. Без икакве провере узима га за секретара и администратора. На овом положају Калист је имао прилику да види, сазна и научи све проблеме који оптерећују цркву у Риму. Осим тога имао је прилику да упозна и карактер теолошких спорова и да научи нешто из теологије. Тако је дошао до сазнања да је Иполит бранитељ догматског ригоризма, а како је био и теолошка величина-вероватно је Иполит имао за циљ да седне на епископски престо. Разлике у теолошком знању између Иполита и Калиста биле су велике. Када је Калист изабран за новог папу Иполит то није лако прихватио. Зато креће у идеолошку дискредитацију Калиста. Уз Иполита је било неколико епископа из римске провонције, невелика али врло утицајна група, која је себе називала наследницима апостола и присталицама суштинске милости врховног свевишњег учитеља.
Био је то велики удар на званичну цркву. Прва права шизма (раскол) у Риму. Иполит је тако на неки начин постао антипапа. Чак је и у Annuario pontificio био признат а касније анулиран префиксом антипапа. Остао је то све до своје смрти 235. године.
У Зафириново време Калист је био активан у сређивању прилика у цркви а његов противник Иполит оптуживао је Зафирина да именује недостојне свештенике или ђаконе за епископе, који су жене;укратко да је Зафирин превише попустљив у својим критеријумима. Иполит је имао подршку веома моћног и ученог теолога, Тертулијана из Картагине (160—220). Иако се Тертулијану приписује монтанизам он је у читавом хришћанству све до данас сачувао велики морални и теолошки ауторитет. У свом делу De pudicitia Тертулијан се следећим речима окомио на Калиста:
Понтифекс максимус или епископ над епископима опрашта прељубницима и браколомцима, па где да окачимо ове слободоумне едикте, да ли на вратима јавних кућа где живе курве? Али не, њих треба окачити на цркву, невину Христову вереницу.
Поменути детаљ показује каква је клима владала у Риму. У пракси Калист се удаљавао од строгих регула за клер, као и за лаике, тумачећи дух хришћанства као да је саткан само од љубави и праштања, а не и од савести, дужности и обавеза.
Иполит и Калист били су два антипода али су обојица завршили као мученици. За Калиста традиција каже да је страдао у једној побуни хришћана против његове намере да искаже поштовање паганским храмовима и култу Непобедиво сунце (Sol invictus) у месту Палатино. Калистов леш је бачен у један бунар и био је каменован. Још и сада постоји камени бунар и по легенди чува се у цркви светог Калиста која се налази поред цркве свете Марије на локацији Трастевере.